# Particelle identiche
In fisica statistica particelle identiche ovvero particelle indistinguibili sono particelle che non possono essere per principio distinte le une alle altre. Questo fatto ha importanti conseguenze in meccanica statistica. Infatti il calcolo di proprietà in meccanica statistica si basa su argomenti probabilistici che a loro volta sono influenzati dal fatto che gli oggetti studiati siano identici o invece esista la possibilità, almeno in linea di principio, di riuscire a distinguerli. Come conseguenza, particelle identiche manifestano un comportamento sensibilmente differente da particelle che possano essere distinte.

## Distinguere le particelle

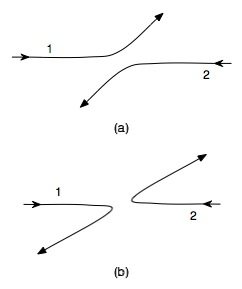
Cammini seguiti da due particelle indistinguibili.

Ci sono due modi per distinguere le particelle: il primo metodo si basa su differenze intrinseche nelle proprietà fisiche delle particelle, quali la massa, la carica elettrica o lo spin. Se le particelle differiscono in almeno una delle proprietà fisiche intrinseche, esse possono essere distinte misurando la proprietà in questione. Un elettrone potrà sempre essere distinto da un protone per via della sua massa molto più leggera, della sua carica di segno opposto. Tuttavia particelle microscopiche della stessa specie hanno proprietà fisiche completamente identiche. Tutti gli elettroni dell'universo hanno esattamente la stessa massa, carica elettrica e spin.
Anche se le particelle hanno proprietà fisiche intrinseche identiche, c'è in linea di principio un secondo metodo che ci potrebbe permettere di distinguere particelle consistente nel seguire la traiettoria di ogni particella. Fintantoché possiamo misurare la posizione di ogni particella con infinita precisione (anche quando le particelle si trovano a passare molto vicino o addirittura collidono) non ci sarebbe ambiguità nell'attribuire quale particella è quale. Il problema è che questo approccio non può essere mantenuto nel quadro della meccanica quantistica.
Infatti in meccanica quantistica, le particelle non posseggono una posizione definita durante il periodo fra due misure della loro posizione. In sostanza, non è possibile per una particella tracciare una traiettoria ben definita fra due posizioni nelle quali abbiamo misurato la presenza della particella in due istanti di tempo. Dunque non è possibile seguire la traiettoria di una particella. E questo rende in linea di principio le particelle del tutto indistinguibili.